# 基羅·拿華斯
基羅·拿華斯（西班牙語：Keylor Navas，1986年12月15日—），是一名哥斯达黎加职业足球運動员，司職守门员，曾效力巴黎圣日耳曼，也曾是哥斯达黎加国家队的一員。
纳瓦斯出道于哥斯达黎加足球俱乐部萨普里萨，之后他去了西班牙的阿尔瓦塞特，2011–2012赛季被莱万特租借后买断。凭借他在2014年巴西世界杯的表现，皇家马德里在2014年夏季转会期以1000万欧元的价格将他买下。拿華斯擁有出色的反應能力，擅於出擊解圍及救十二碼（其西甲生涯面對20次十二碼擋出其中10次，他和阿爾維斯兩人，是2010年代唯二能在西甲面對10次以上十二碼後依舊保持40%以上撲救率的門將）。他在皇家马德里效力期間，作為正選門將為球隊贏得歐冠三連霸。
纳瓦斯在2008年初次入选哥斯达黎加国家足球队，他在两届美洲金盃和2014年2018年世界杯中为国效力。他在2014年世界杯中良好的表现帮助球队晋级四分之一决赛。

## 俱乐部生涯

### 萨普里萨
纳瓦斯出生于哥斯达黎加圣何塞省的Pérez Zeledó。纳瓦斯在2005年11月6日上演了他的生涯处子秀。他在萨普里萨的后两个赛季是球队的正选门将。

### 阿爾巴塞特
在2010年7月，纳瓦斯与西乙球队阿爾巴塞特签订了合同。这是阿尔瓦塞特在正好20年后又迎来一位哥斯达立即门将的加盟，前一位是加韦洛·科内霍，他还是纳瓦斯的启蒙教练。他在第一个赛季就为球队出场36次。但他的球队却垫底降级。

### 莱万特
在2011-12赛季，纳瓦斯被租借到了西甲的俱乐部莱万特，租借时间为一年。他在2012年5月13日为莱万特首次出场，在联赛的最后一轮保住球门不失，帮助俱乐部3-0击败毕尔巴鄂，首次拿到欧洲联盟杯的参赛资格。同年7月他与莱万特签订了为期三年的合同。他一开始不愿意做古斯塔沃·阿多尔弗·姆努亚的替补， 最后他在2013-14赛季成为莱万特的正选门将。

### 皇家马德里
在2014年世界杯有着不俗表现后，西班牙媒体透露波尔图和马德里竞技都对纳瓦斯有着兴趣。但最后在2014年8月3日，皇家马德里触发了纳瓦斯1000万欧元的买断条款，与他签下了6年的合同。在加盟皇馬後得到了西甲最佳球員的榮譽,也協助球隊贏得歐冠三連霸，也獲得歐冠2018最佳守門員，在2018/19球季其正選位置被高圖爾斯取替。
纳瓦斯在皇马的第五个赛季以备受期待的蒂博•库尔图瓦的到来开始，他将争夺头号门将的位置。尽管库尔图伊斯来了，纳瓦斯还是入选了2018年的欧洲超级杯，但最终以2-4在马德里竞技中失利。

### 巴黎聖日耳曼
2019年9月2日，纳瓦斯轉會至巴黎聖日耳門，雙方簽下一份四年合約。2020年9月，拿華斯感染2019冠狀病毒病。

### 諾定咸森林（租借）
2023年1月30日，諾定咸森林宣佈向巴黎聖日耳門租借拿華斯，為期半年。

## 国家队生涯

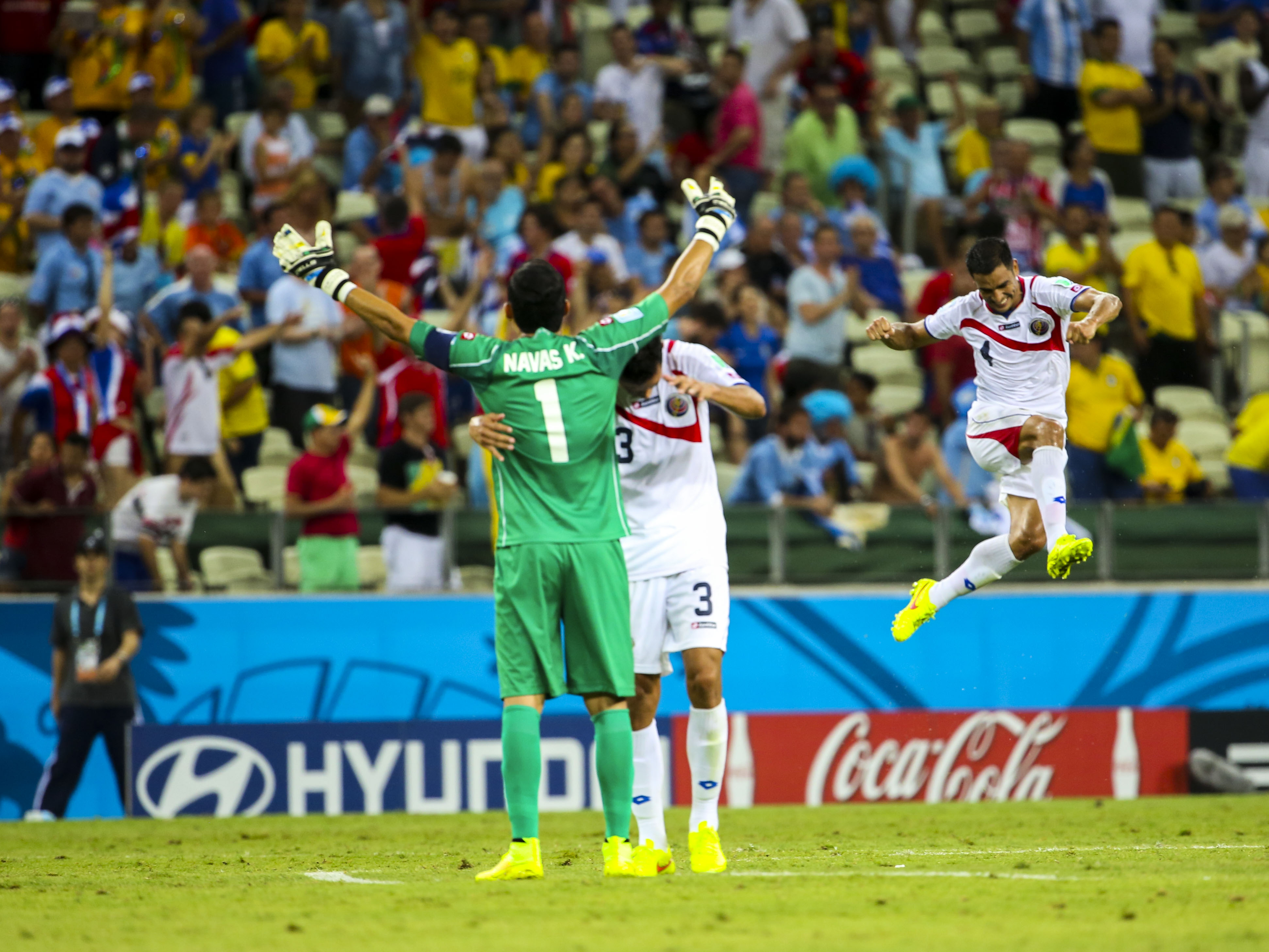
2014年世界杯小组赛哥斯达黎加队战胜乌拉圭队后，纳瓦斯与队友贾恩卡洛·冈萨雷斯庆祝胜利。

纳瓦斯在2003年FIFA U17锦标赛中就是哥斯达黎加队大名单中的一份子了。他第一次被征召上国家队是在2006年8月，哥斯达黎加对阵澳大利亚和瑞士的友谊赛中。但他第一次代表国家隊上场却是两年后。
纳瓦斯为哥斯达黎加队在两届美洲金杯中出场。他在2009年美洲金盃中帮助球队进入半决赛并获得最佳门将的称号。
纳瓦斯的世界杯处子秀于2014年6月14日哥斯达黎加对阵乌拉圭的比赛上演。他在小组赛三场比赛中仅丢一球，哥斯达黎加队以头名从死亡之组出线。在6月29日，16强面对希腊的比赛中，纳瓦斯获得了本场最佳球员的称号。他在比赛中多次扑出对方的射门，点球大战中扑的射门，帮助哥斯达黎加历史第一次进入世界杯八强。他在八强被荷兰淘汰的比赛也获得了本场最佳球员的称号。他是世界杯金手套奖的被提名者，最后输给了德国的。

## 风格和打法
经常被多位专家评为世界上最优秀的门将之一， 有些体育界人士认为他是中北美洲及加勒比海足球协会历史上最好的门将， 纳瓦斯是一位精力充沛的门将，以其敏捷、速度和运动能力而闻名，同时拥有快速反应和出色的扑救能力，这使他能够弥补相对较矮的身高。他在媒体上还因在重要比赛中的决定性表现以及在关键时刻为球队制造困难和关键扑救而受到赞扬。 在2017年，前门将曼努埃尔·阿尔穆尼亚称赞纳瓦斯，称他是“典型的模范”门将，并补充说：“他在球门前表现出色，勇敢、技术娴熟而且非常灵活。他能够保持专注，同时也很聪明……对我来说，他应该因为他所做的一切而受到尊重。”
在2020年，纳瓦斯将同胞莱斯特·摩根视为自己的守门员偶像。

## 榮譽

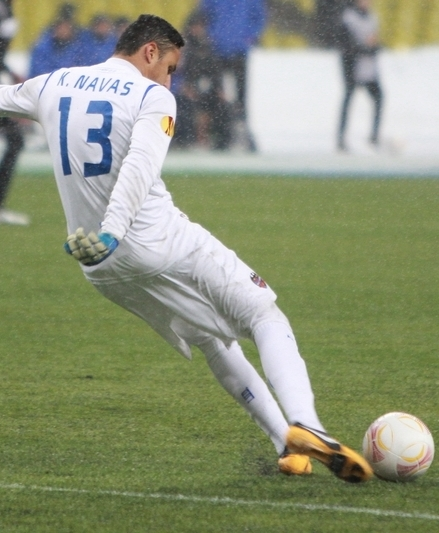
2013年，纳瓦斯效力于莱万特

### 俱乐部
萨普里萨
- 中北美洲及加勒比海聯賽冠軍盃冠军：2005[29]
- 哥斯达黎加足球甲级联赛冠军：2005-06、2006-07、2007(冬季)、2008(夏季)、2008(冬季)、2010(夏季)
- 中美国际俱乐部杯（英语：Copa Interclubes UNCAF）亚军：2007
- 國際足協世界冠軍球會盃季军：2005

 皇家马德里
- 西甲冠軍：2016–17
- 西班牙超級盃冠軍：2017
- 歐冠冠軍：2015–16、2016–17、2017–18
- 欧洲超级杯冠軍：2014、2016、2017
- 世俱杯冠軍：2014、2016、2017、2018

 巴黎聖日耳曼
- 法甲冠軍：2019–20、2021–22、2022–23、2023–24[30]
- 法國杯冠軍：2019–20、2020–21、2023–24
- 法國聯賽盃冠軍：2019–20
- 法國超級盃冠軍：2019、2020、2022、2023

### 个人
- 美洲金杯：2009：最佳门将[31]
- 中美洲國家盃：2009：最佳球员